# Auguste Städele
Auguste Städele (* 1879; † 1966; geborene Hirnbein) war eine im Allgäu ansässige Bäuerin und Fotografin.

## Leben
Auguste Städele stammte aus der Bauernfamilie Hirnbein aus Missen und hatte acht Geschwister. 1906 heiratete sie den späteren Missener Bürgermeister Franz Josef Städele, mit dem sie eine Hochzeitsreise nach Mailand unternahm und anschließend das Städelesche Anwesen in Missen bewirtschaftete, das 1910 um einen sogenannten „Wiederkehr“ erweitert wurde. Im selben Jahr wurde ihr erstes Kind geboren, das noch im Säuglingsalter starb; in den Jahren 1911 bis 1921 wurden fünf weitere Kinder – eine Tochter und vier Söhne – geboren. Während ihr Ehemann als Soldat im Ersten Weltkrieg kämpfte, arbeitete Auguste Städele weiter auf dem Hof und betrieb außerdem ihre fotografische Arbeit, die sie schon vor Kriegsausbruch begonnen hatte, weiter. Um 1930 gab sie das Fotografieren offenbar auf und nach dem Zweiten Weltkrieg verkaufte oder verschenkte sie ihre fotografische Ausrüstung.

## Werk
In den Jahren vor dem Ersten Weltkrieg überließ ihr der Dorfpfarrer eine Kamera. Kaplan Scherer unterwies sie in der Kunst der Fotografie und sie wurde zur Bild-Chronistin ihrer großen Familie und ihrer Heimat. Auguste Städele dokumentierte das Aufwachsen ihrer fünf Kinder, die Arbeit, Feste und Brauchtümer ihres Dorfes und dessen Bewohner. So entstanden zahlreiche Glasplatten-Negative aus der Zeit von 1900 bis 1920. Warum Auguste Städele ihre fotografische Tätigkeit 1930 aufgab und die Ausrüstung nach dem Zweiten Weltkrieg abschaffte, ist nicht bekannt. Erhalten geblieben ist auf dem Hof offenbar nur der Raum, den sie als Dunkelkammer nutzte.
Im Jahr 2008 wurden über 500 wohlverpackte Glasplatten-Negative in einer Tenne des Familienanwesens wiederentdeckt. Auguste Städele fotografierte mit mindestens vier verschiedenen Kameras, wie sich aus den Formaten der aufgefundenen Platten ergibt. Sie nutzte Gelatinetrockenplatten von verschiedenen Herstellern, darunter Dr. Schleussner, Otto Kirschten aus Eisenberg in Sachsen-Anhalt, die Actien-Gesellschaft für Anilin-Fabrikation Berlin und Hoflieferant Paul Teufel in Stuttgart. Handabzüge wurden nur von 68 dieser Aufnahmen vorgefunden. Auguste Städele dokumentierte offenbar ihre Aufnahmen nicht durchgehend. Die erste datierte Fotografie, die man ihr zuordnen kann, stammt aus dem Jahr 1898, die jüngste von 1930. Den Großteil ihrer Bilder nahm Auguste Städele offenbar vor dem Ersten Weltkrieg auf. Sie nutzte in ihrem Freiluftatelier im Garten des Missener Bauernhofes einen handbemalten Ateliervorhang, der nicht erhalten geblieben ist, setzte die Personen, die sie porträtierte, jedoch auch oft vor einem natürlichen Hintergrund in Pose. 
Der fotografische Nachlass der Bäuerin Auguste Städele nimmt eine einzigartige Stellung in der Kultur- und Fotogeschichte ein, schließlich stammen die Arbeiten aus einer Zeit, als sich die Amateurfotografie in der breiten Bevölkerung längst noch nicht durchgesetzt hatte. Auch galt zu dieser Zeit das Fotografieren eher als bürgerliche, männliche Tätigkeit. Die Aufnahmen sind die frühesten, die aus dem umliegenden Bergstättgebiet, wie die Gegend nördlich des Großen Alpsees auch genannt wird, bekannt sind, und bieten einen einzigartigen Einblick in das dörfliche und bäuerliche Leben des beginnenden 20. Jahrhunderts im Allgäu.